# 范文雀
范文雀（1948年4月15日—2002年11月5日）是一位台灣籍的日本女演員。不過她不會說中文。她曾在情书中飾演藤井晶子。她還在猛龙特警队307到355集中露過臉。20世纪70年代，范文雀发行了三张单曲。1973年，她与寺尾聰结婚，不過次年就离婚了。她最終因癌症并发症去世。墓地位於三浦半島。